# Battle of the Heroes
"Battle of the Heroes" é a música single da trilha sonora de Star Wars Episódio III: A Vingança dos Sith, lançado em 3 de maio de 2005. Ela foi escrita por John Williams para o duelo entre Anakin Skywalker e Obi-Wan Kenobi no planeta vulcânico Mustafar. Williams escreveu a peça a pedido de George Lucas. Lucas queria que a música funcionasse como um "trágico Duel of the Fates" na sequência de luta final do filme.
O vídeo musical A Hero's Falls tem sido destaque em dois DVDs e starwars.com., contém clipes de vídeo do filme (com o diálogo e efeitos sonoros). O vídeo clipe  pode ser encontrado no DVD em Star Wars: A Journey Musical, incluído com a trilha sonora do filme bem como O DVD de Star Wars: Episódio III - A Vingança dos Sith.
No Reino Unido, Battle of the Heroes foi colocado na liberação geral como um CD-single e chegou no nº 25 na parada de singles do Reino Unido em junho de 2005. Foi a peça mais elogiada da trilha sonora e mais conhecida pelo seu impacto emocional na sequência final.

## Análise
O concerto suíte começa com um ostinato suave e tensos violinos em tremolo. As trompas param e se juntam a redenção inicial do tema, imediatamente seguido por pulsando batidas com mezzopiano contrabaixos e violoncelos. O ostinato constrói com a harpa e trombones fazendo a sua entrada. De repente, os 1º violinos e coral tocam o tema em um nível mais alto dinâmico. O ostinato ainda toca por baixo de tudo. Por duas vezes, o tema é interrompido por breves rajadas de caótica "música de ação". Em um momento chave, o Force's Theme faz uma entrada forte em tom menor. Depois de o tema principal da peça ser ouvido várias vezes, Battle of the Heroes culmina em um tutti fortissimo de repetidos acordes em D Menor. Este falso final é seguido pelos ostinato dos violinos novamente. Solo de flauta, oboé, trompa inglesa, clarinete e trompa em uníssono entregam uma interpretação melancólica do terceiro tema durante o ostinato, que lentamente se extingue antes de aterrar na tônica. Todos os tímpanos roncam e a orquestra cresce para um acorde D menor final.
O tema é tocado durante o duelo climático entre Anakin Skywalker e Obi-Wan Kenobi. A música foi gravada em formas diferentes na produção, chamados de "sinais" nas gravações de cinema. Um sinal intitulado Heroes Collide (Anakin vs Obi-Wan na trilha sonora original) é ouvida. Este sinal justapõe variações do ritmo acelerado de Battle of the Heroes com o Clash of Lightsabers de O Império Contra-Ataca. Mais tarde no duelo, fragmentos do tema voltam duas vezes em um sinal intitulado The Boys Continue. (Este sinal não é ouvido na trilha sonora original, embora ambas as variações de Battle of the Heroes podem ser ouvidas em vários jogos de vídeo.) Depois de The Boys Continue (e um curto, tranquilo sinal intitulado Rev. Yoda para Exile), outro simplesmente intitulado Revenge of the Sith toca quando Anakin e Obi-Wan lutam sobre um rio de lava. Esta é basicamente uma re-gravação do concerto suíte do álbum da trilha sonora, mas sem a abertura estendida e finalização. Existem também algumas pequenas diferenças na orquestração, e o ritmo dos acordes finais é diferente.